# Aquarius (boisson)
Pour les articles homonymes, voir Aquarius.
 (février 2014).
Si vous disposez d'ouvrages ou d'articles de référence ou si vous connaissez des sites web de qualité traitant du thème abordé ici, merci de compléter l'article en donnant les références utiles à sa vérifiabilité et en les liant à la section « Notes et références ».
Aquarius est une boisson énergétique commercialisée par The Coca-Cola Company en 1983 au Japon en réponse à une boisson similaire nommée Pocari Sweat. Elle est commercialisée principalement en Asie ainsi que dans le Benelux et en Espagne.
Depuis le 1er octobre 2019, Aquarius est également disponible en France. La boisson est commercialisée dans un premier temps dans les magasins Carrefour. Elle sera ensuite déployée plus largement courant 2020.